# NGC 585
NGC 585 (другие обозначения — UGC 1092, MCG 0-5-1, ZWG 386.1, IRAS01291-0111, PGC 5688) — спиральная галактика (Sa) в созвездии Кит. Открыта Джоном Гершелем в 1827 году. Описание Дрейера: «очень тусклый, маленький объект круглой формы, более яркий в середине».
В 2000 году с помощью данных Hubble Deep Field была построена трехмерная модель галактики.
Этот объект входит в число перечисленных в оригинальной редакции «Нового общего каталога».
Галактика наблюдается с ребра и в ней заметно искривление тонкого диска. Оно вероятно вызвано гравитационным взаимодействием галактики в группе.
Галактика NGC 585 входит в состав группы галактик NGC 545. Помимо NGC 585 в группу также входят ещё 10 галактик.
Галактика NGC 585 входит в состав группы галактик NGC 585. Помимо NGC 585 в группу также входят ещё 22 галактики.